# حمادي الغديوي
حمادي الغديوي (بالفرنسية : Hamadi Al Ghaddioui) من مواليد 22 سبتمبر 1990 في مدينة بون الألمانية , هو لاعب ألماني من أصل ريفي مغربي

## نبذة شخصية
ولد حمادي الغديوي في بون الألمانية لأبويين من منطقة الريف بالمغرب هاجرا الى ألمانيا

## مسيرته الرياضية
حاليا يلعب لصالح الفريق الألماني SC Freiburg II